# حمص شوكي
حمص شوكي (الاسم العلمي:Cicer spinosum) هي نوع نباتي يتبع جنس الحمص من فصيلة البقولية.